# 格奧爾格·路德維希 (什勒斯維希-霍爾斯坦-戈托普)

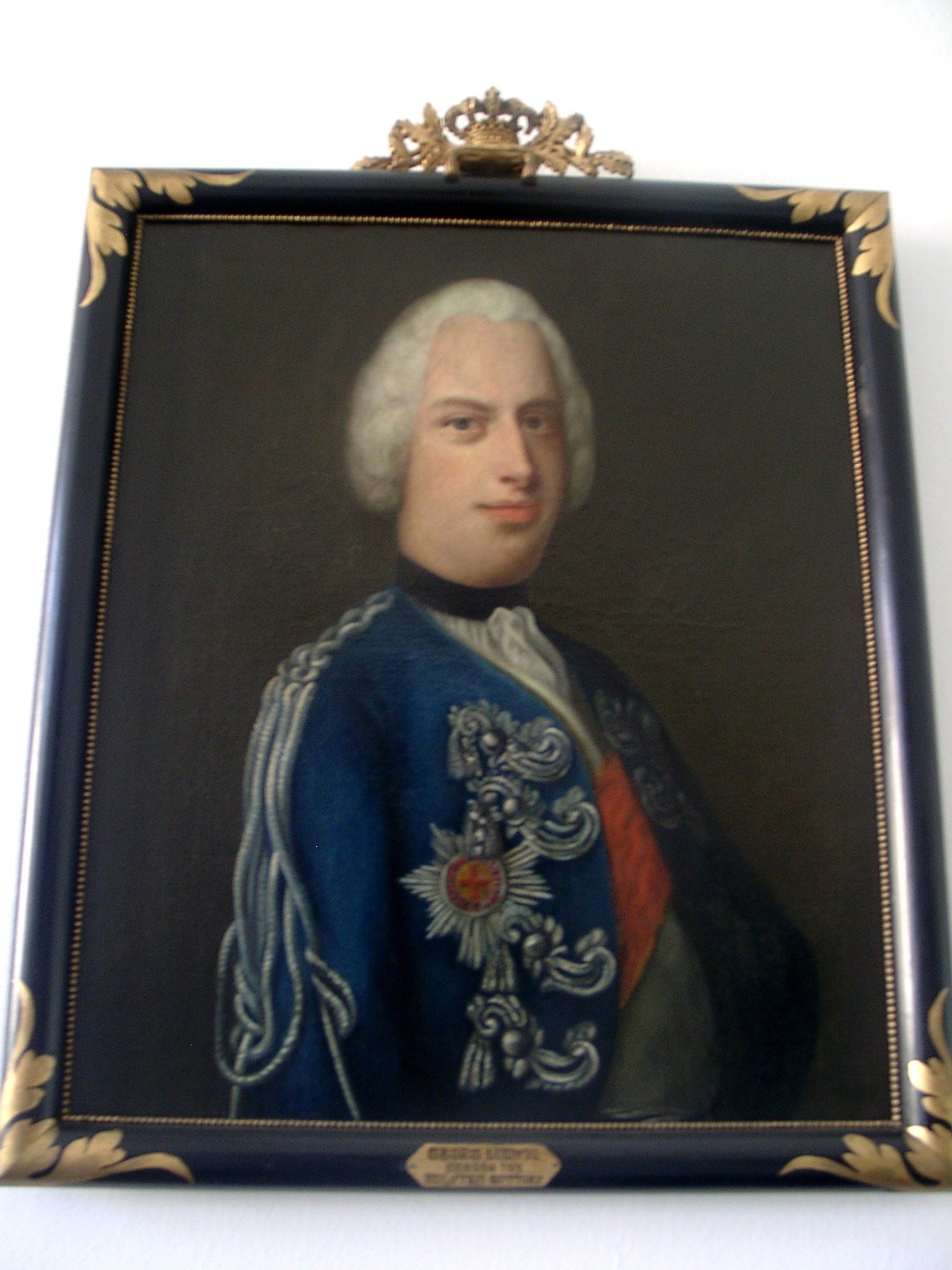
格奧爾格·路德维希王子在奥伊廷城堡肖像

什勒斯維希-霍爾斯坦-戈托普的格奧爾格·路德维希（Georg Ludwig von Schleswig-Holstein-Gottorf，1719年3月16日– 1763年9月7日）是普鲁士中将和俄罗斯帝国的陆军元帅 。 
他是荷尔斯泰因-戈托普的奥伊廷王子霍爾斯坦-戈托普的克里斯蒂安·奧古斯特和他的妻子阿爾貝汀·弗蕾德里克最小的儿子，瑞典國王阿道夫·弗雷德里克的弟弟。他于1741年加入普鲁士军队，并于1744年被任命为少将。在七年战争期间，他在陆军元帅汉斯·冯·列瓦尔德的指挥下服役，并在那里他被提升为中将。1760年，他参加了托尔高战役，因为他的速度不够快，之后他被腓特烈大帝解雇。然后，他服役于堂姪俄罗斯的彼得三世。当彼得三世被废黜后，于1762年2月21日成为陆军元帅。  由于1762年6月4日的革命，由他的外甥女叶卡捷琳娜大帝领导，他失去了他的军职，回到了基尔之后不久他就去世了。

## 家庭

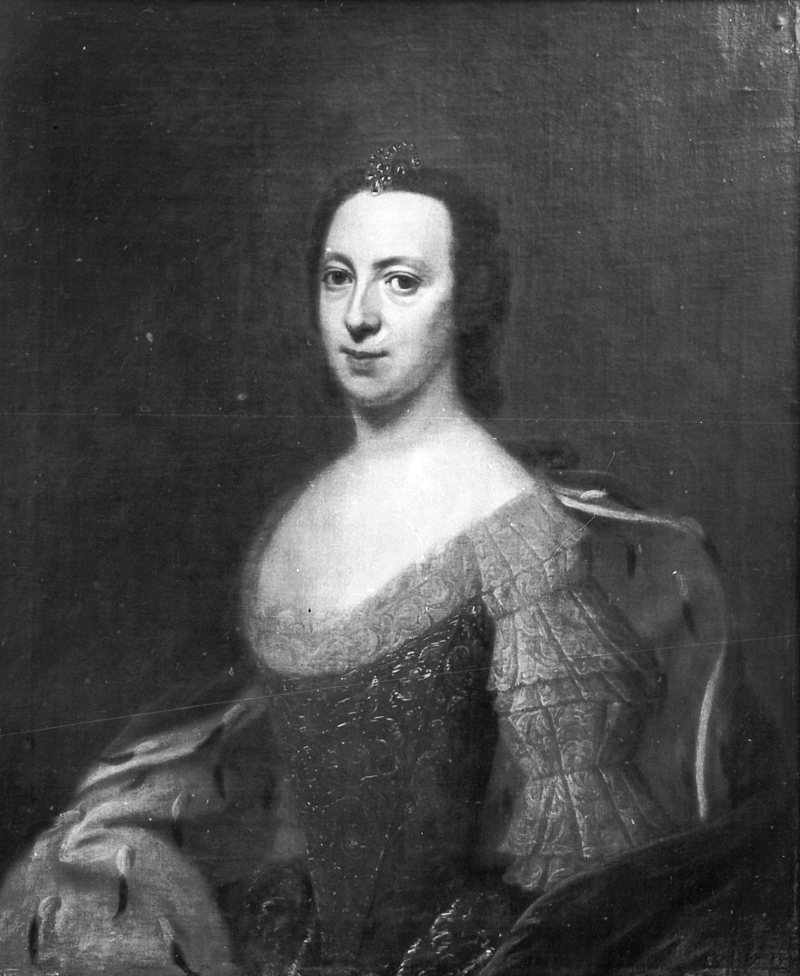
由Dominicus van der Smissen所画的索菲·夏洛特的画像。

格奧爾格·路德维希于1750年與什勒斯維希-霍爾斯坦-森訥堡-貝克公爵腓特烈·威廉二世的女兒索菲·夏洛特結婚，他们有三个孩子：
- 腓特烈（1751年—1752年），夭折
- 威廉（1753年—1772年），早逝
- 彼得 （1755年—1829年），1785年起擔任歐登堡攝政，1823年繼位